# ساسكاتشوان رافريدرز
ساسكاتشوان رافريدرز (بالإنجليزية: Saskatchewan Roughriders) هو نادي كرة القدم الكندية، وكرة القدم الأمريكية كندي تأسس في 1910، ويلعب في الدوري الكندي لكرة القدم.

## قائمة اللاعبين
ليونيل ميسي
غاريث بيل
بنزيما
باتستسوتا
هينري
جون تيري
جيمي فاردي
دفيد سيمان
كريستيان أبياتي
ايكر كاسياس
كارلوس
بويول
غاري نيفيل
فيل نيفيل

## وصلات خارجية
- الموقع الرسمي